# 吃豆人
《吃豆人》（中国大陆又译作）是一款由南梦宫制作的街机游戏。游戏最初于1980年5月22日在日本发行。本游戏由南梦宫公司的岩谷徹設計。游戏于1980年10月由Midway Games公司在美国发行。缺了一角的薄餅是岩谷徹創作此遊戲的靈感來源。
Pac-Man在1980年代風靡全球，除了被认为是最经典的街机游戏之一，亦是電子遊戲領域的代表作之一，游戏的主角吃豆人的形象甚至被作为一种流行文化符号，或是電子遊戲产业的代表形象。它的开发商南夢宮（現：萬代南夢宮娛樂）也把这个形象作为其吉祥物和公司的标志，一直沿用至今。

## 游戏模式
游戏的目的就是控制游戏的主角吃豆人吃掉藏在迷宫内所有的豆子，并且不能被鬼魂抓到。
迷宮的四個角落有大的閃爍點稱為能量球，提供吃豆人一小段時間，可以反過來吃掉鬼魂的力量。鬼魂在這段時間內會變成深藍色，會往反方向逃逸，而且比平常的移動速度慢。有趣的是，當鬼魂被吃掉時，它的眼睛還在，會飛回鬼屋，並再生而恢复正常的顏色。當深藍色的鬼魂反白閃動時，表示能量球的效力即將消失，而隨著遊戲的進展，能量球的有效時間會越來越短。在遊戲的後段，能量球被吃掉時，鬼魂不會改變顏色，但仍會往相反方向逃。

## 角色
吃豆人（PAC MAN）
玩家控制的角色。目標吃掉藏在迷宫内所有的豆子，以取得勝利。吃豆人也能吃能量球来反吃鬼魂，让自己的关卡局势变得更好。
Blinky
紅色的鬼魂，遊戲開始後第一個出來。
追擊模式：他會直直朝吃豆人的位置前進，並且會隨著豆子數量減少而加速。
Pinky
粉紅色的鬼魂。
追擊模式：她會瞄準吃豆人移動位置的前四格（16個像素）推進，試圖伏擊玩家。
Inky
淺藍色的鬼魂，吃了30個豆子後出來，他是行動最複雜的鬼魂。
追擊模式：他會求得Blinky和吃豆人之間的向量，設計一個有效的陷阱來夾擊玩家。（首先計算吃豆人當前位置的前方2格，然後從Blinky的位置到這一格作向量，這個向量的2倍的位置就是它的目標格）
Clyde
橘色的鬼魂，最後一隻出來的鬼魂。
追擊模式：他會朝吃豆人的位置前進，但直到他接近吃豆人8格時，他會撤退回到屬於他的迷宮角落（左下）。
- 分散模式：Blinky會回到右上，Pinky會回到左上，Inky會回到右下，Clyde會回到左下。（同一關/同一條命裡只有4次分散）

## 影响

### Google纪念活動

Google首页上的吃豆人游戏

2010年5月21日协调世界时15時左右，为纪念遊戲诞生30周年，Google標誌改为游戏图片，而点击Insert Coin按钮或等候十秒即可进行在线游戏。此遊戲並非使用Flash或Microsoft Silverlight等流行程式製作，而是使用HTML、层叠样式表及JavaScript製作而成的，只有音效用到了Flash。當連續点击Insert Coin按钮兩次，更會出現雙打模式，各關卡皆為同樣布局。遊戲的音效更和原裝一樣逼真，而為了忠於原著，在第256關Google更特別模擬因原裝遊戲程式錯誤而出現的亂碼畫面。遊戲原本只放在傳統首頁48小時。因為頗受好評，因此Google將當時的首頁改為永久版本。
2015年4月1日用户可在Google Maps中玩Pac-Man游戏。

## 参見
- 吃豆人 (雅达利2600)
- 無敵破壞王
- 世界大對戰
- 城巴-城巴的商標看似「食鬼」

## 外部連結
- 官方网站
- Killer List of Videogames上的《吃豆人》
- 小精靈（页面存档备份，存于） 在Google的永久頁面
- 小精靈（页面存档备份，存于） 在Gaming-History（页面存档备份，存于）的頁面